# Prêmio Samuel Wilks
O Prêmio Samuel Wilks (em inglês:  Wilks Memorial Award) é concedido pela American Statistical Association, em reconhecimento a contribuições de destaque em estatística. Foi estabelecido em 1964, sendo concedido anualmente. É denominado em memória do estatístico Samuel Stanley Wilks. O prêmio consiste em uma medalha, uma citação e um valor monetário de US$ 1.500.

## Recipientes
- 1964 Frank E. Grubbs
- 1965 John Tukey
- 1966 Leslie Earl Simon
- 1967 William Gemmell Cochran
- 1968 Jerzy Neyman
- 1969 W. J. Youden
- 1970 George W. Snedecor
- 1971 Harold French Dodge
- 1972 George Edward Pelham Box
- 1973 Herman Otto Hartley
- 1974 Cuthbert Daniel
- 1975 Herbert Solomon
- 1976 Solomon Kullback
- 1977 Churchill Eisenhart
- 1978 William Kruskal
- 1979 Alexander M. Mood
- 1980 Wilson Allen Wallis
- 1981 Holbrook Working
- 1982 Frank Proschan
- 1983 William Edwards Deming
- 1984 Zygmunt Wilhelm Birnbaum
- 1985 Leo Goodman
- 1986 Frederick Mosteller
- 1988 Calyampudi Radhakrishna Rao
- 1990 Bradley Efron
- 1991 Ingram Olkin
- 1992 Wilfrid Dixon
- 1993 Norman Lloyd Johnson
- 1994 Emanuel Parzen
- 1995 Donald Rubin
- 1996 Erich Leo Lehmann
- 1997 Leslie Kish
- 1998 David Siegmund
- 1999 Lynne Billard
- 2000 Stephen Fienberg
- 2001 George C. Tiao
- 2002 Lawrence David Brown
- 2003 David L. Wallace
- 2004 Paul Meier
- 2005 Roderick Joseph A. Little
- 2006 Marvin Zelen
- 2007 Colin L. Mallows
- 2008 Scott Zeger
- 2009 Lee-Jen Wei
- 2010 Pranab Kumar Sen
- 2011 Nan Laird
- 2012 Peter Gavin Hall